# Domek z obrazu American Gothic

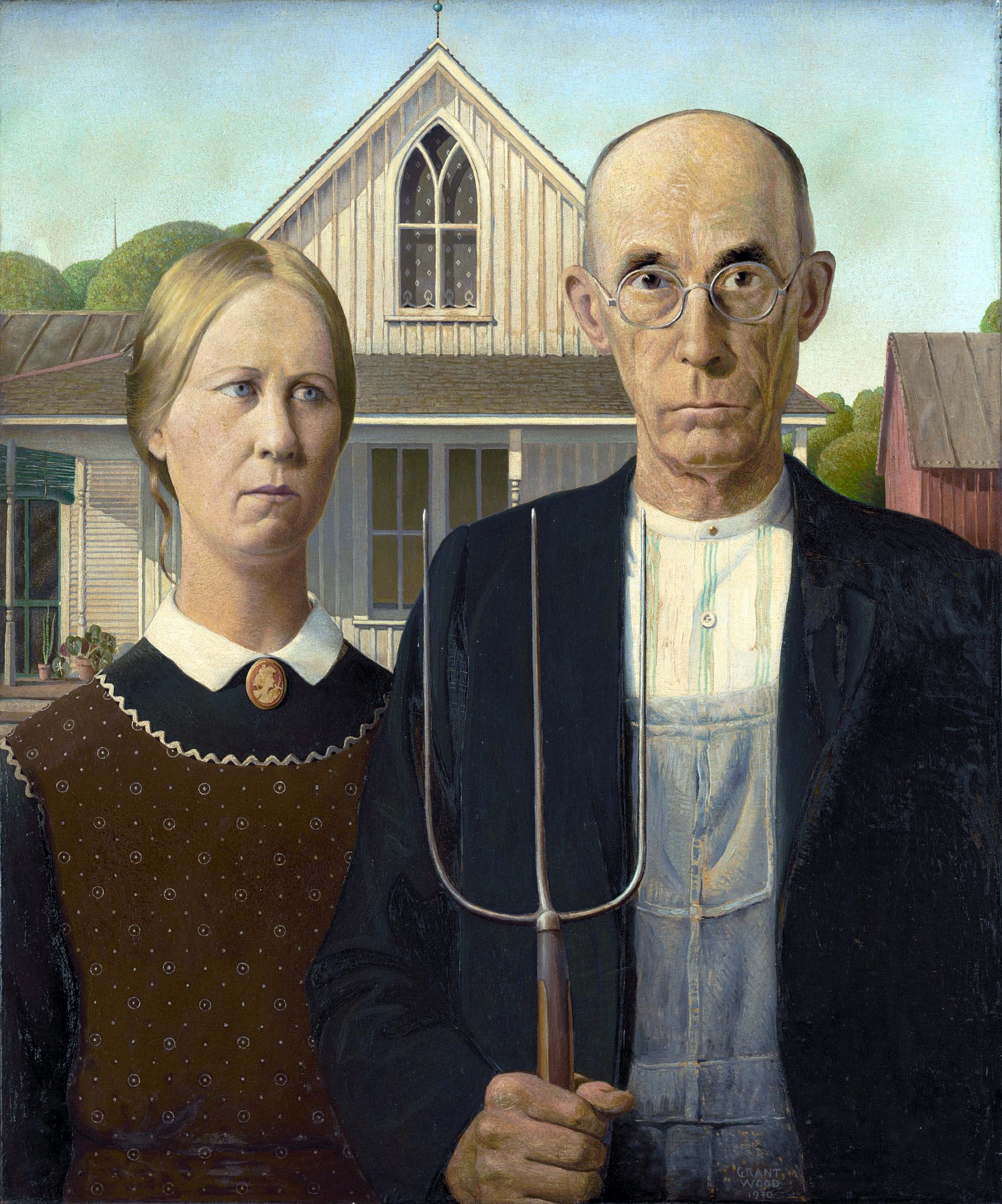
Słynny American Gothic.

Domek z obrazu American Gothic, znany także jako dom Dibble’ów, jest ikoną amerykańskiego gotyku wiejskiego. Znajduje się on w Eldon w stanie Iowa. Domek ten można zauważyć w tle obrazu American Gothic autorstwa Granta Wooda z 1930 roku. American Gothic jest najsłynniejszym dziełem Wooda oraz z jednym z najbardziej znanych obrazów dwudziestowiecznej sztuki amerykańskiej. Jego liczne parodie reprezentują różne dziedziny sztuk. Grant Wood, który miał okazję zobaczyć ten domek tylko raz w życiu, namalował wówczas jedynie jego szkic, a potem wykończył obraz w swoim studiu w Cedar Rapids. 
Domek z obrazu American Gothic został zbudowany w latach 1881—1882. Jego pierwszym właścicielem był Charles Dibble. Domek ten był do późnych lat XX wieku własnością prywatną (jedyny wyjątek stanowił rok 1897). Następnie budynek ten został poddany zabiegom konserwacyjnym, które trwały 30 lat. W 1991 roku domek z obrazu American Gothic został podarowany Towarzystwu Historycznemu Stanu Iowa. Obecnie w tym miejscu  znajduje się domek w swojej oryginalnej wersji z 1930 roku oraz informacja turystyczna. Domek z obrazu American Gothic został wpisany w 1972 roku do Narodowego Rejestru Miejsc o Znaczeniu Historycznym (Natonal Register of Historic Places). W latach 1991—2008 zmieniający się opiekunowie kontynuowali wynajmowanie domu osobom prywatnym.

## Początki i architektura
Charles A. Dibble urodził się w 1836 roku w Saratodze w stanie Nowy Jork. W zależności od różnych źródeł był pracownikiem kolei, właścicielem stajni, w której opiekowano się cudzymi końmi, albo też weteranem wojny secesyjnej. Mieszkał w Eldon w późnych latach XIX wieku. Dibble i jego żona Catharine rozpoczęli w 1881 budowę domu dla siebie i swoich ośmiorga dzieci. Budynek ten był biały i niewielkich rozmiarów (46,8m²), zaś jego elewacja składała się z desek i listew. Były to charakterystyczne cechy dziewiętnastowiecznej architektury powszechnie występującej w stanie Iowa. W podobnym stylu został wybudowany dom narodzin prezydenta Herberta Hoovera w West Branch. Ten z kolei budynek powstał 10 lat domkiem z obrazu American Gothic i posiadał elewację z desek i listew, prosty dach z płytek oraz centralny kominek. Na dodatek, tak jak domek z obrazu American Gothic, był biały i niewielkich rozmiarów. Najbardziej niezwykłymi i wyjątkowymi cechami domku są jego dwa okna w stylu gotyckim znajdujące się na szczycie i spadzisty dach. Obie te cechy zostały wyolbrzymione na obrazie Wooda. Na parterze domu znajdują się trzy pokoje oraz łazienka, zaś na pierwszym piętrze – dwie sypialnie 
. Budynek ten został uznany za najbardziej znany domek w stylu gotyku wiejskiego w  Stanach Zjednoczonych.

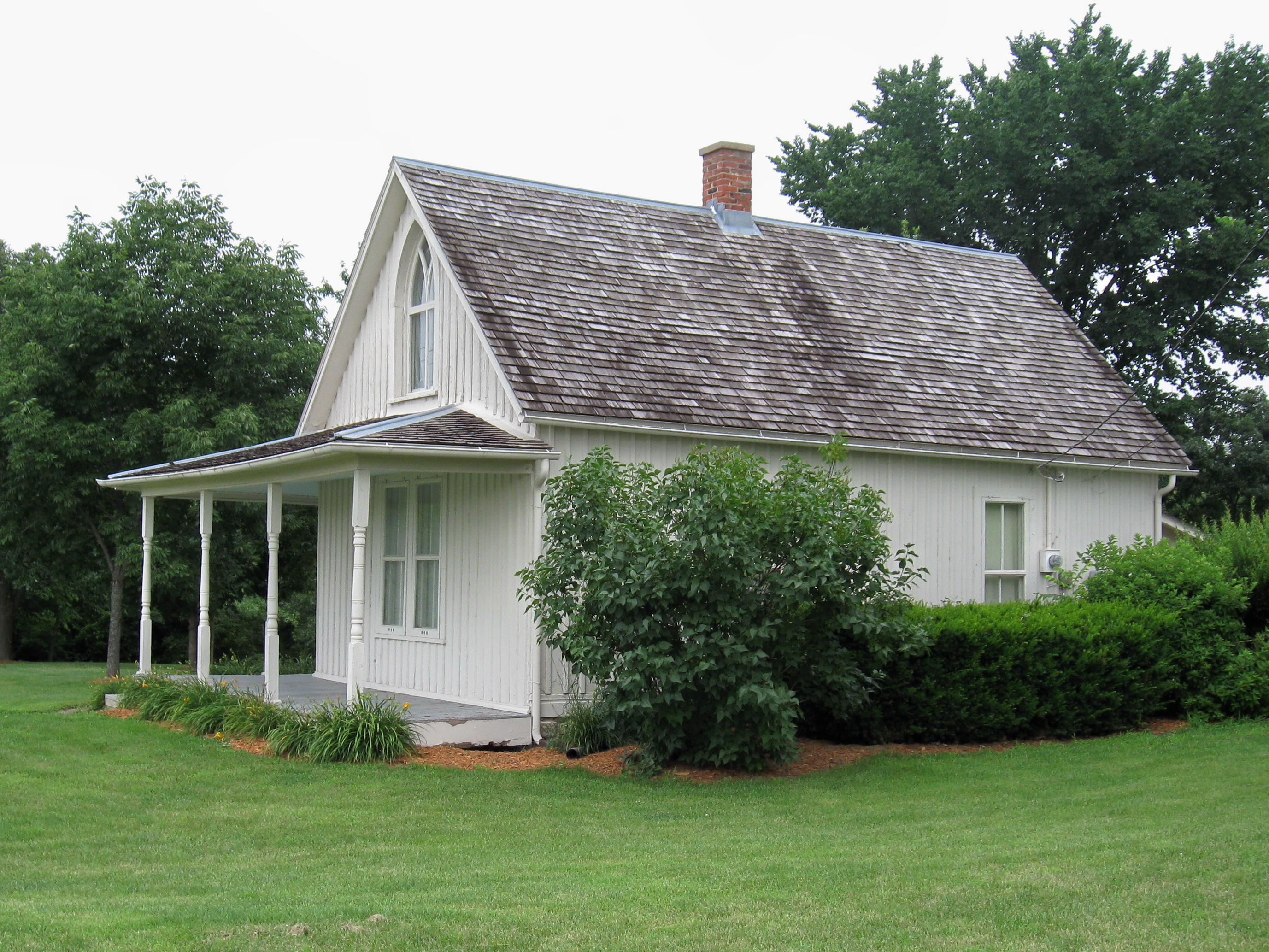
Z tej strony domu widać jego niewielkie rozmiary; nie ma tu także przybudówek, przez co można zaobserwować oryginalny projekt budynku.

Nie istnieją żadne niezbite dowody, które mogłyby wyjaśnić, czemu Dibble'owie zdecydowali się na umieszczenie okien gotyckich na piętrze. Twierdzi się, że zostały one zakupione z katalogu domu wysyłkowego Sears. Istnieją dwie powszechnie przyjęte teorie na ten temat. Według pierwszej Dibble'owie chcieli upiększyć swój dom w czasach, kiedy wiejskie życie w stanie Iowa było niezwykle trudne. Drugim powodem mogło być to, że po prostu podążyli oni za ówczesną modą, zgodnie z którą w późnym wieku XIX ozdabiano domy wystawnymi detalami. Dibble’owie zdecydowali się więc na okna, których cena była wówczas względnie niska. 
Około roku 1897 Dibble'om odebrano ich dom, ponieważ nie byli w stanie zapłacić należnych podatków. Rodzina przeniosła się wówczas do Portland w stanie Ohio najpóźniej w roku 1900. Natomiast domek kilkakrotnie zmieniał właścicieli, aż do czasu, kiedy w roku 1917 został zakupiony przez Gideona i Mary Hart Jonesów. Rodzina Jonesów była w jego posiadaniu aż do roku 1933. W tym okresie do budynku dobudowano kuchnię, która utworzyła jego zachodnie skrzydło. To właśnie Jonesowie pozwolili Grantowi Woodowi na wykorzystanie domku jako tła obrazu American Gothic.

## American Gothic
Latem 1930 roku Edward Rowan, młody dyrektor galerii z Cedar Rapids, dużego miasta znajdującego się o około 130 kilometrów na północny wschód od Eldon, podjął się zadania rozpropagowania sztuk pięknych w tym wiejskim miasteczku. W tym celu otworzył w Eldon bibliotekę i galerię oraz prowadził zajęcia ze sztuki. Działania Rowana zakończyły się sukcesem  — Eldon Forum nazwał te wystawy „niezwykłą ucztą duchową”. To uznanie oraz dług wdzięczności, jaki miał Wood wobec Rowana, spowodowały, że malarz (pochodzący z Anamosy w stanie Iowa) przyjechał do Eldon.
W sierpniu młody malarz z Eldon, John Sharp, zabrał Wooda na wycieczkę po miasteczku w poszukiwaniu inspiracji. Brat Sharpa zasugerował w roku 1973, że to podczas tej wycieczki Wood naszkicował domek po raz pierwszy na spodzie koperty. Wood nie uznał wprawdzie na początku domku za ładny, ale stwierdził, iż jest on interesujący. Autor pierwszej biografii Wooda, Darrell Garwood, wspomniał, że malarz „uważał, iż obecność okien gotyckich w domu o tak kruchym szkielecie konstrukcyjnym jest pretensjonalna i konstrukcyjnie absurdalna”. W tamtym okresie Wood zaklasyfikował domek jako jeden „z domów farmerskich stanu Iowa o konstrukcji z tektury”, ale jednocześnie stwierdził, że „nadaje się on do namalowania”. Następnego dnia po otrzymaniu zgody rodziny Jonesów  malarz, obserwując budynek z podwórza przed domem, wykonał szkic farbą olejną na tekturze. W porównaniu z prawdziwym domem, ten naszkicowany posiadał bardziej spadzisty dach oraz dłuższe okno z wyraźniej zaznaczonym ostrołukiem. Cechy te zdobią domek także w wersji ostatecznej obrazu, jednak Wood dodał je do szkicu dopiero, kiedy już powrócił do Cedar Rapids. Wood nigdy nie powrócił do Eldon (zmarł w 1942 roku). Poprosił jednak o zdjęcie domku, aby móc wykończyć obraz.

## Późniejsze losy
Dziesiątki lat po tym, jak American Gothic został uznany za ikonę Ameryki, domek pozostał prywatnym miejscem zamieszkania, zwykle wynajmowanym. Zmienił właściciela tylko raz, kiedy to w 1942 roku Jonesowie sprzedali go Seldonowi Smithowi na zasadach wymuszonej sprzedaży. Wiejski ruch na rzecz objęcia domu opieką został założony już w roku 1945 przez Nan Wood, siostrę Granta Wooda, która została także uwieczniona na płótnie American Gothic. W roku 1960 pochodzący z Des Moines architekt i historyk, członek Amerykańskiego Instytutu Architektów (AIA), William J. Wagner, odbył wizytę w domku z obrazu American Gothic (który zaczął się już rozpadać). Wizyta ta okazała się być bardziej brzemienna w skutki niż wcześniej podejmowane starania. Wagner był jednym z pierwszych, którzy zasugerowali objęcie domku opieką jako miejsca o znaczeniu historycznym:

Wizyta w Twoim domku z obrazu American Gothic była przyjemna i ciekawa. Mogę Ci się wydać nieco zbyt entuzjastyczny, ale myślę, że wiem, co jest „pierwsze” w Eldon. To obraz American Gothic jest odpowiedzialny za międzynarodową sławę Granta Wooda. Phil Strong napisał, że Grant Wood był pierwszym malarzem z Iowy, który rozsławił ten stan. 
Uważam, iż błędem byłoby przeniesienie domku w inne miejsce. Największą zaletą pozostawienia budynku w obecnej jego lokalizacji jest to, że po drugiej stronie drogi znajduje się pusty fragment terenu. Przestrzeń ta mogłaby służyć jako parking dla samochodów oraz za miejsce piknikowe, które byłoby dobrym dodatkiem do tej historycznej atrakcji. 
List Billa Wagnera do Roberta Weidenbacha datowany na 2 lutego 1960 roku.

Korespondencja ze wczesnych lat 70. prowadzona  pomiędzy biznesmenami z Eldon oraz Carlem E. Smithem, który to dopiero odziedziczył domek, wskazuje na różnicę zdań w sprawie wykorzystania budynku. Smith chciał go odnowić i objąć opieką jedynie przed wandalizmem. Znaczący mieszkańcy Eldon byli natomiast za uznaniem domku za miejsce o znaczeniu historycznym. Przez większą część lat 70. domek był opuszczony; w sypialni na piętrze wystrzelono pocisk, zaś pogoda i wandalizm także przyczyniły się do złego stanu budynku. Dopiero pod koniec lat 80. właściciel zaczął brać pod uwagę przekazanie domku państwu. Mieszkańcy południowej Iowy mieli podzielone zdanie na ten temat. Właściciel nie chciał się pozbyć domu tylko dlatego, iż ówcześni najemcy nie mieliby się gdzie podziać, gdyby zmuszono ich do opuszczenia miejsca zamieszkania. 
Po tym, jak w roku 1974 domek został wpisany do Narodowego Rejestru Miejsc o Znaczeniu Historycznym (na wniosek jednego z farmerów zamieszkujących w Eldon), właściciel rozpoczął działania mające na celu jego odnowę.  Zainstalowano wówczas między innymi łazienkę wewnątrz domu, podłączono budynek do prądu oraz odnowiono okna i tapetę. Miejscowi  politycy uważali, iż prace te w połączeniu z otwarciem nowego muzeum oraz centrum edukacyjnego znacznie wesprą rozwój lokalnej turystyki. Jeden z senatorów stanowych spodziewał się nawet  100 000 turystów rocznie. Po tym, jak w roku 1991 właściciel domku w końcu przekazał go Towarzystwu Historycznemu Stanu Iowa, próbowano przenieść budynek do żywego muzeum Living History Museum niedaleko Des Moines, jednak mieszkańcy Eldon sprzeciwili się temu, nie chcąc przenosić domku poza granice swojego miasteczka. Budynek został odnowiony w roku 1992. Jego zwolennicy mieli nadzieję, że miejsce to stanie się popkulturową atrakcją turystyczną na podobieństwo boiska do gry w baseball Field of Dreams, które znajduje się w także wiejskim Dyersville. Jednak napływ turystów w te okolice jest dużo bardziej umiarkowany. Nie prowadzi się tu żadnych oficjalnych statystyk dotyczących liczby turystów, ale wiadomo, że w ciągu dwóch lat od otwarcia Centrum Domku z Obrazu American Gothic do znajdującej się w nim księgi gości wpisało się  18 000 zwiedzających.
Towarzystwo Historyczne Stanu Iowa nie zezwala turystom na zwiedzanie wnętrza domku. Spowodowane jest to niewielkimi rozmiarami budynku oraz kruchością jego konstrukcji. Zwiedzających zachęca się do obejrzenia domku z zewnątrz oraz do robienia zdjęć. W związku z tym ostatnim, w informacji turystycznej dostępne są fartuchy i kurtki w różnych rozmiarach, które przypominają te noszone przez postacie uwiecznione na obrazie. W położonym obok Centrum Domku z Obrazu American Gothic, które zostało ukończone w roku 2007, wystawionych jest wiele pamiątek związanych z obrazem, Grantem Woodem oraz lokalną społecznością. Co roku w czerwcu w Eldon odbywa się Festiwal Gotycki, którego tematem jest malarstwo i wiejskie życie w tym miasteczku w latach 30. XX wieku.